# Will Trent
Will Trent est une série télévisée américaine, créée par Liz Heldens et Daniel Thomsen et diffusée depuis le 3 janvier 2023 sur le réseau ABC et en simultané sur le réseau CTV au Canada. Il s'agit de l'adaptation de la série de romans homonyme de Karin Slaughter.
En France, elle est diffusée à partir du 5 avril 2023 sur Disney+[réf. nécessaire], et à partir du 15 mai 2024 sur TF1. En Suisse, diffusée à partir du 12 mai 2024 sur RTS1. Au Québec, elle est diffusée à partir du 13 mars 2024 sur Noovo. Elle reste inédite dans les autres pays francophones.

## Synopsis
Will Trent est un agent spécial du Georgia Bureau of Investigations (GBI), abandonné à la naissance dans un orphelinat d'Atlanta, atteint de dyslexie, manifestant  donc de grandes difficultés à lire. Il met un point d'honneur à mener ses enquêtes jusqu'au bout et à ne pas abandonner les familles de victimes.

## Distribution

### Acteurs principaux
- Ramón Rodríguez (VF : Anatole de Bodinat) : Will Trent
- Erika Christensen (VF : Ingrid Donnadieu) : Angie Polaski
- Iantha Richardson (VF : Esthèle Dumand) : Faith Mitchell
- Jake McLaughlin (VF : Axel Kiener) : Michael Ormewood
- Sonja Sohn (VF : Virginie Emane) : Amanda Wagner
- Gina Rodriguez (VF : Alice Taurand) : Marion Alba

### Acteurs récurrents et invités
- Deion Smith (VF : Grégory Lerigab) : Jeremy Mitchell
- Mark-Paul Gosselaar (VF : Xavier Fagnon) : Paul Campano
- Kevin Daniels (VF : Rody Benghezala) : Franklin
- Lisa Gay Hamilton (VF : Annie Milon) : Evelyn Mitchell
- Cora Lu Tran (VF : Alice Orsat) : Nico
- French Stewart (VF : Laurent Morteau) : Lenny Broussard
- Jennifer Morrison : Abigail Bentley Campano
- Greg Germann  (VF : Pierre Tessier) : James Ulster
- Ric Reitz : Director Armstrong (saison 1)
- John Ortiz : Antonio Miranda (saison 2)
- Christina Wren : Caroline

## Production

### Genèse et développement
En février 2022, ABC commande un pilote pour Will Trent, basé sur la série de romans de Karin Slaughter, avec Liz Heldens et Daniel Thomsen à l'écriture. Karin Slaughter est productrice exécutive[réf. nécessaire]. En août, ABC commande la série. Globalement, le ton de la série est moins horrifique que les romans, avec des personnages un peu moins perturbés, des relations moins toxiques. Les crimes des romans, difficilement transposables à l'écran, sont passablement édulcorés. Enfin, la série affiche pour les personnages principaux un casting aux origines ethniques plus diversifiées, la plupart étant blancs dans les romans.
À noter que, pour le moment, la série d'ABC ne comporte pas de crossover avec les romans Grant County et ses personnages, contrairement aux romans.
Le 18 avril 2023, ABC renouvelle la série pour une deuxième saison.
Le 3 avril 2024, la série est renouvelée pour une troisième saison.
Le 3 avril 2025, ABC renouvelle la série pour une quatrième saison.

### Tournage
Le tournage a lieu dans l'État de Géorgie, dans la région d'Atlanta.
La production de la première saison y commence le 10 octobre 2022 et s'est terminée le 20 février 2023.

### Fiche technique
Sauf indication contraire, les informations mentionnées dans cette section peuvent être confirmées par la base de données cinématographiques IMDb,  présente dans la section « Liens externes ».
- Titre original et français : Will Trent
- Création : Liz Heldens (en) et Daniel T. Thomsen (en)
- Casting : Leah Daniels Butler et Kevin Scott
- Réalisation : Oliver Bokelberg, Patricia Cardoso, Holly Dale, Howard Deutch, Sheree Folkson, Paul McGuigan, Geary McLeod, Charles Randolph-Wright, Eric Dean Seaton, Lea Thompson et Bille Woodruff
- Scénario : Inda Craig-Galván, Liz Heldens, Henry 'Hank' Jones, Kath Lingenfelter, Britta Lundin, Karine Rosenthal, Karin Slaughter, Daniel T. Thomsen et Adam Toltzis
- Musique : Joe Wong (en)
- Direction artistique : Matthew Carey et Johann Oosthuizen
- Décors : Adam Davis et Gabor Norman
- Costumes : Mary Jane Fort
- Photographie : Oliver Bokelberg, David Hennings, Eduardo Enrique Mayén et Fernando Reyes Allendes
- Montage : Christine Kim, Brandon Lott, Lance Luckey et Katharine Neville
- Production : Ellen Marie Blum, Henry 'Hank' Jones, David Blake Hartley et Ramón Rodríguez
- Production exécutive : Howard Deutch, Liz Heldens et Paul McGuigan
- Coproduction : Quinn Haberman, Joe McLaughlin, Oliver Obst, Daly Parker, Karin Slaughter et Daniel T. Thomsen
- Sociétés de production : 3 Arts Entertainment, 20th Television et Selfish Mermaid
- Société de distribution : American Broadcasting Company (États-Unis)
- Pays de production :  États-Unis
- Langue originale : anglais
- Format : couleur
- Genre : drame, policier
- Durée : 43 à 44 minutes
- Dates première diffusion :
  - États-Unis : 3 janvier 2023 sur ABC
  - Canada : 3 janvier 2023 sur CTV
  - France : 5 avril 2023 sur Disney+
  - Québec : 13 mars 2024 sur Noovo

## Épisodes

### Première saison (2023)
Quelques épisodes s'inspirent des romans : Irréparable (Fractured, 2008) (épisodes 1 et 2), Genesis (Undone, 2008) (épisode 4), Broken (2009) (épisode 8) et Séduction (Fallen, 2011) (épisodes 12 et 13).
1. Une enfance difficile (Pilot)
2. Un alibi en béton (I'm a Pretty Observant Guy)
3. L'Objectif premier (Don't Let It Happen Again)
4. Mon stupide cerveau de détective (My Stupid Detective Brain)
5. Un regard extérieur (The Look Out)
6. Sous surveillance (Should I Go Get My Tin Foil Hat?)
7. Impossible à localiser (Unable to Locate)
8. Tour de passe-passe (Two Hundred Dollars and a Bus Pass)
9. Chasse à l'homme (Manhunt)
10. Les ptérodactyles savent voler (Pterodactyls Can Fly)
11. Bill Black (Bill Black)
12. Fantômes du passé (Nothing Changed Except for Everything)
13. Un mauvais caractère et un cœur de pierre (A Bad Temper and a Hard Heart)

### Deuxième saison (2024)
Cette saison de dix épisodes est diffusée depuis le 20 février 2024.
1. Me Llamo Will Trent
2. Voilà pourquoi j'ai signé (It's the Work I Signed Up For)
3. Tu n'as pas besoin de comprendre (You Don't Have to Understand)
4. C'est plus facile de menotter un être humain (It's Easier to Handcuff a Human Being)
5. La Fille du capitaine Wagner (Capt. Duke Wagner's Daughter)
6. De la même famille (We Are Family)
7. Tu n'as jamais assisté à un mariage ? (Have You Never Been to a Wedding?)
8. Pourquoi est-ce que le bras de Jack saigne ? (Why Is Jack's Arm Bleeding?)
9. Résident ou visiteur (Residente o Visitante)
10. Vous voyez le lien ? (Do You See the Vision?)

### Troisième saison (2025)
Elle est diffusée depuis le 7 janvier 2025.
1. Je suis un invité ici (I'm a Guest Here)
2. Le Bon Côté apparent (Sunny-Side Up)
3. Trouver une nouvelle mare (Find a New Pond)
4. Le sol est en lave (Floor Is Lava)
5. Respire un grand coup (Breathe with Me)
6. Je ne crois pas aux deuxièmes chances (No Faith In Second Chances)
7. Frankenstein de Mariachi Shelly (Mariachi Shelly's Frankenstein)
8. Abigail B. (Abigail B.)
9. Le gamin va s'en sortir (This Kid's Gonna Be Alright)
10. Au sujet du décès de Whitney McAdams (Regarding the Death of Whitney McAdams)
11. D'après ce que vous vous rappelez (Best of Your Recollection)
12. Tu es la pire personne au monde (You're the Worst Person in the World)
13. L'un des nôtres désormais (One of Us Now)
14. Un enterrement digne d'un feuilleton télé (A Funeral Fit for a Quartermaine)
15. La créature la plus belle, féroce, intelligente et puissante du monde (The Most Beautiful, Fierce, Smart, Powerful Creature in the Whole World)
16. Pousse, saute, tombe (Push, Jump, Fall)
17. Bonjour, shérif (Why Hello, Sheriff)
18. Écouter son cœur battre (Listening to a Heartbeat)